# Nalîvaikivka, Makariv
Nalîvaikivka (în ucraineană Наливайківка) este localitatea de reședință a comunei Nalîvaikivka din raionul Makariv, regiunea Kiev, Ucraina.

## Demografie
Componența lingvistică a localității Nalîvaikivka
     Ucraineană (94,75%)
     Rusă (2,51%)
     Alte limbi (0,11%)
Conform recensământului din 2001, majoritatea populației localității Nalîvaikivka era vorbitoare de ucraineană (94,75%), existând în minoritate și vorbitori de armeană (2,63%) și rusă (2,51%).